# Клинохлор
Клинохлор (греч. κλίνωχλωρός, от κλίνω «наклоняю» + χλωρός «зелёный») — минерал, филлосиликат магния и алюминия с гидроксилом. Впервые был описан в 1888 г. известным минералогом Н. И. Кокшаровым в его многотомном труде «Материалы для минералогии России». По другим источникам, описан У. Блейком в 1851 году; он же дал минералу название «клинохлор».
Ювелирное использование этого минерала началось только после окончания Второй мировой войны, во второй половине XX века, тогда же минерал (точнее, одна из его эффектных разновидностей) стал известен под торговым названием «серафинит». Это образное название было дано минералу из-за того, что в его характерных переливчатых волокнах усмотрели сходство с пёрышками (крыльями) ангелов.

## Свойства минерала
Встречается в виде чешуек, пластинок и таблитчатых кристаллов, а также агрегатов, розеток и друз. Цвет от светло- до тёмно-зелёного, иногда сине-зелёный, серо-зелёный, коричнево-серый, жёлтый. Порошок — от зеленовато-серого до снежно-белого. Устойчив к действию кислот и щелочей. По другим источникам, разлагается в кислотах.

## Происхождение

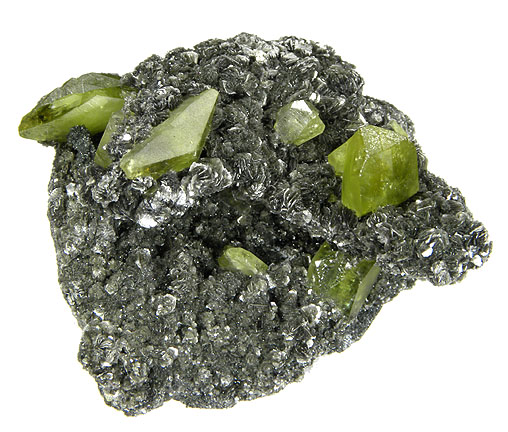
Кристаллы титанита (зелёные) в клинохлоре

По своему происхождению клинохлор представляет собой гидротермальный продукт изменения пироксенов, биотитов, амфиболов. Образуется в хлоритовых сланцах, серпентинитах, мраморах, известково-силикатных породах, амфиболитах, менее распространён в магматических ультраосновных породах. Иногда его образование связано с рудообразующими процессами. Часто ассоциирует с плагиоклазами, кальцитом, многими другими минералами.
Нередко встречается в ассоциациях или связках с диопсидом, причём таких, в которых прослеживается перемежающийся по времени генезис их возникновения и роста. К примеру, за диопсидом первой генерации может следовать клинохлор (в гексагональных пластинах ярко-зелёного цвета). А далее, в свою очередь, на клинохлор нарастают более мелкие (до 2,5 мм в длину) кристаллы длиннопризматического диопсида второй генерации. Совершенно плоские, бесцветные и прозрачные кристаллы диопсида образуют на пластинах клинохлора характерную щётку, ориентированную перпендикулярно к поверхности пластины.

## Месторождения
Бо́льшая часть месторождений клинохлора находится в России (Ахматовская копь, Челябинская область, Свердловская область и др.). Встречается также в Испании, Швейцарии, Австрии, Шотландии, Греции, Японии, США, Пакистане, Корее. Что касается серафинита, то он добывается на Коршуновском железорудном месторождении в Иркутской области.
В жильных кальциево-силикатных породах Баженовского месторождения, где везувиан является одним из главных составляющих минералов, клинохлор встречается чаще всего в ассоциации с везувианом и диопсидом. Более насыщенный по окраске хромистый клинохлор был неоднократно найден в соседстве с хлоритом и шамозитом в массивных хроматитных породах. Впрочем, кристаллы в таких породах не крупные. Тонкозернистый хромистый клинохлор находится в плотном составе полиминеральных образований.

## Практическое использование
В основном серафинит используется в качестве поделочного материала. Его можно встретить в таких украшениях, как кулоны, браслеты, серьги, чётки, кольца и др. Также из серафинита изготавливают небольшие декоративные предметы интерьера (шкатулки, фигурки и пр.).
Иногда минерал может использоваться в качестве недорогой имитации нефрита. Отличить настоящий нефрит можно по твёрдости: нефрит (по шкале Мооса) — 6, поэтому поцарапать его намного сложнее, чем намного более мягкий серафинит. Кроме того, клинохлор значительно более хрупок, чем нефрит (вследствие весьма совершенной спайности) и потому требует большой осторожности не только в работе, но и при обращении с изделиями.

## Разновидности

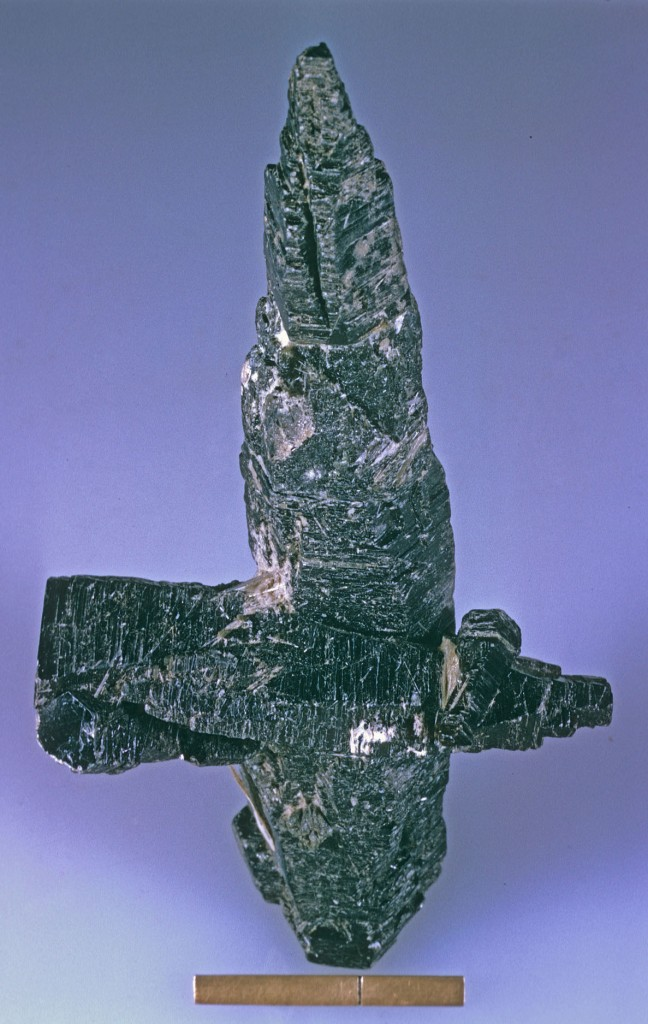
Пеннин

Существуют многочисленные разновидности клинохлора: корундофиллит (от греч. φυλλον — корундовый лист), рипидолит, пеннин, шериданит, никелевый клинохлор. Хромсодержащий клинохлор называется кочубеитом и имеет розовую или фиолетовую окраску.
Последний, полученный и описанный в 1861 году российским минералогом Николаем Кокшаровым от Барбо-де-Морни из числа новых уральских минералов, первоначально имел название кеммерерит. Однако серия химико-кристаллографических исследований показала, что новый минерал относится к кеммерериту примерно так же, как клинохлор относится к пеннину. По этой причине Н. Кокшаров уточнил его формулу и дал ему другое название — кочубеит, — в честь известного химика и минералога Петра Аркадиевича Кочубея.